# CLARITY
CLARITY는 아크릴아마이드 기반의 하이드로젤을 조직 내부에 구축하고 연결하여 조직을 투명하게 만드는 방법이다. 초기 논문에서 정의된 바에 따르면 "손상되지 않은 생물학적 조직을 특정 구성 요소가 새로운 접근성 또는 기능을 제공하는 외인성 요소로 대체되는 하이브리드 형태로 변형하는 것"을 의미한다. 항체 또는 유전자 기반 표지와 함께 CLARITY는 장기, 특히 뇌의 단백질 및 핵산 구조를 자세히 관측할 수 있게 한다. 이 기술은 스탠퍼드 의과대학의 정광훈과 칼 다이서로스가 개발했다.
CLARITY는 인간 유방암 면역종양학, 알츠하이머병 인간 뇌, 쥐 척수, 다발성 경화증 동물 모델, 및 식물 등 광범위한 조직에 적용되었다. CLARITY는 또한 다른 기술과 결합하여 공초점 확장 현미경, SPIM 라이트 시트 현미경, CLARITY 최적화 라이트 시트 현미경(COLM) 등 새로운 현미경 방법을 개발하는 데 사용되었다.

## 방법
CLARITY 이미징은 사후 조직 샘플에서 시작된다. 조직 유형에 따라 샘플 고정 후 탈회 또는 탈색과 같은 전처리 단계가 필요할 수 있다. 다음으로 투명하를 위해 일련의 화학적 처리를 거쳐야 하는데, 이 과정에서 샘플의 지질 성분은 제거되지만 거의 모든 원래 단백질과 핵산은 제자리에 남게 된다. 이로써 조직은 투명하게 바뀌어 그 구성 기능 부분(주로 단백질과 핵산)을 현미경으로 자세히 볼 수 있게 된다. 기존 단백질 구조는 투명한 지지체 안에 보존시키되, 지질 성분만 제거하는 것이 핵심이다. 이 '지지체'는 아크릴아마이드와 같은 하이드로젤 단량체로 구성된다. 폼알데하이드, 파라폼알데하이드 또는 글루타르알데하이드와 같은 분자를 추가하면 지지체가 보존될 단백질과 핵산에 부착하는 것을 용이하게 하며, 세포 구성 요소와 아크릴아마이드 사이의 실제 연결을 설정하기 위해서는 열을 가하는 것이 필요하다.
이 단계가 완료되면 표적 조직 세포의 단백질 및 핵산 구성 요소는 단단히 제자리에 고정되고, 지질 구성 요소는 분리된 상태로 남는다. 그런 다음 지질은 세제에 의한 수동 확산으로 며칠에서 몇 주에 걸쳐 제거되거나, 전기영동 방법을 통해 몇 시간에서 며칠로 가속화될 수 있다. 전기영동 방법을 통한 가속가 조직을 손상시키지 않는 이유는 아직 불명확하다. 소수성(친유성) 세제가 통과하며 만나는 모든 지질을 흡수하고 제거하게 된다. DiI와 같은 친유성 염료는 제거되지만, 이웃하는 단백질에 고정될 수 있는 CLARITY 호환 친유성 염료도 있다. 아크릴아마이드 젤과 관련된 분자들의 화학적 특성 덕분에 단백질 및 DNA와 같은 대다수의 비지질 분자들은 이 절차에 의해 영향을 받지 않는다.
초기에 보고된 바와 같이, 이 과정에서 조직은 팽창하지만, 필요에 따라 굴절률 일치 용액에 최종 배양하는 단계로 원래 크기를 복원할 수 있다. 조직 팽창은 지질이 특히 풍부한 뇌에서 발생하지만, 다른 조직 유형은 이 과정 전반에 걸쳐 그렇게 많은 조직 팽창을 겪지 않는 것으로 알려져 있다.
이 단계까지 오면 샘플은 이미징을 위해 완전히 준비된다. 이미징을 위한 대비는 내인성 형광 분자, 핵산(DNA 또는 RNA) 표지, 또는 면역염색을 통해 얻을 수 있는데, 이는 특정 표적 물질에 특이적으로 결합하는 항체를 사용하는 방식이다. 또한 이 항체들은 최종 이미징 결과의 핵심인 형광 태그로 표지된다. 표준 공초점, 2광자 또는 라이트 시트 이미징 방법은 단백질 위치 파악 규모까지 방출되는 형광을 감지할 수 있어, CLARITY가 생성하는 최종 고정밀 3차원 이미지를 얻을 수 있다.
샘플이 이미지를 위해 면역염색된 후에는 항체를 제거하고 새로운 항체를 다시 적용하여 샘플을 여러 번 이미징하고 여러 단백질 유형을 표적화할 수 있다.

## 활용 분야
뇌 이미징 측면에서 CLARITY 이미징이 특정 구조를 방해 없이 상세하게 드러내는 능력은 국소 신경 회로 연결(특히 커넥톰 프로젝트와 관련된), 신경 세포 간의 관계, 아세포 구조의 역할, 단백질 복합체에 대한 더 나은 이해, 핵산 및 신경전달물질 이미징 등 유망한 미래 응용 분야로 이어졌다. CLARITY 이미징을 통해 이루어진 발견의 예로는 신경 세포가 스스로와 이웃 세포에 다시 연결되는 독특한 '사다리' 패턴이 있으며, 이는 동물에서 자폐와 유사한 행동과 관련이 있는 것으로 관찰되었다.
CLARITY 기술은 뇌 이외의 여러 응용 분야로 확장되었다. 초기 출판물을 기반으로 하는 수많은 수정 사항이 발표되었으며, 학계와 생명공학 산업 모두에서 CLARITY에 광범위한 응용 분야를 적용하려는 노력이 이루어졌다. CLARITY는 미래에 임상 진단에 강력한 통찰력을 제공할 수 있는 신흥 기술로 계속해서 주목받고 있다. CLARITY는 간, 췌장, 비장, 고환, 난소와 같은 대부분의 다른 장기 및 제브라피쉬와 같은 다른 종들을 투명화하는 데 거의 또는 전혀 수정 없이 사용될 수 있다. 뼈는 간단한 탈석회화 단계가 필요한 반면, 식물 조직은 세포벽의 효소 분해가 필요하다.
미국 국립보건원의 프랜시스 콜린스 원장은 이미 이 신기술에 대한 희망을 표명하며 다음과 같이 말했다.
"CLARITY는 강력합니다. 연구자들이 전반적인 관점을 잃지 않으면서 질병이 있거나 손상된 구조에 초점을 맞춰 신경학적 질병과 장애를 연구할 수 있도록 해줄 것입니다. 이것은 우리가 이전에 3차원으로 해본 적이 없는 일입니다."— 프랜시스 콜린스

## 한계
CLARITY 절차는 지질 추출 후 전례 없는 수준의 단백질 잔류율을 달성했지만, 이 기술은 여전히 세제 전기영동 시마다 단백질의 약 8%를 손실하는 것으로 추정된다. 단일 샘플의 반복적인 이미징은 이러한 손실을 더욱 증폭시킬 수 있는데, 항체 제거가 일반적으로 원래 샘플을 만드는 것과 동일한 세제 과정을 통해 이루어지기 때문이다. 그러나 이러한 계산은 실험 전반에 걸친 전체 단백질 손실에 대한 일관된 방법이 부족한 것으로 보인다. 칼 다이서로스가 설립한 회사인 ClearLight Biotechnologies는 항체 제거를 위해 원래 발표된 세제 과정이 이상적인 접근 방식이 아니며, 조직 완전성에 덜 해로운 탈염색 용액을 개발했다는 것을 발견했다.
이 기술의 다른 잠재적인 단점은 샘플을 만들고 이미징하는 데 걸리는 시간(면역조직화학 염색만으로 최대 6주가 소요됨)과 사용되는 아크릴아마이드가 독성이 강하고 발암성이라는 점이다. 시간은 CLARITY 기술 사용의 제한 요인이자 단점으로 자주 언급되었지만, 여러 학술 및 생명공학 회사(Logos Bioscience, ClearLight Biotechnologies)는 CLARITY 시약을 계속 개발하고 최적화하여 면역염색 시간을 크게 단축시켰고, 샘플 유형에 따라 6주에서 단 일주일로 과정을 줄였다. 모든 조직 투명화 방법은 자체적인 안전 문제를 가지고 있다. 아크릴아마이드는 독성이 있고 발암성으로 간주되지만, 그 성분은 웨스턴 블롯에 사용되는 젤의 성분과 유사하다.